# Amourj
Amourj este o comună din Regiunea Hodh Ech Chargui, Mauritania, cu o populație de 5.037 locuitori.